# Parafia św. Katarzyny w Lipce
Parafia Świętej Katarzyny w Lipce – parafia rzymskokatolicka w dekanacie Złotów I w diecezji bydgoskiej.
Erygowana 1 czerwca 1951.
Miejscowości należące do parafii: Batorowo, Batorówko, Białobłocie, Bługowo, Buka, Drozdowo, Mały Buczek, Lipka, Rudziska i Smolnica.